# Сарраф Касум
Сарраф Касым (Сарраф Касум) — (азерб. Sərraf Qasım. 31 декабря 1939, Шахбузский район, Нахичеванская АССР, Азербайджанская ССР, СССР — 9 февраля 2018, там же) — азербайджанский поэт, ашуг.

## Биография
Сарраф Касым родился 31 декабря 1939 года в селении Ашагы Гышлаг района Шахбуз Азербайджана. В 1957 году окончил среднюю школу в селе Коланы. Окончив школу и Нахчыванский Сельскохозяйственный Техникум, в 1962 году поступил на факультет зоотехники Азербайджанского Сельскохозяйственного Университета. В 1967 году окончил Азербайджанский Сельскохозяйственный Университет. В советское время Сарраф Гасым работал в различных областях сельского хозяйства, а во время независимости Азербайджана он работал учителем музыки (ашуг) и продолжал заниматься этим до своей отставки в 2001 году.
Сарраф Гасым создал множество ценных произведений в разных жанрах азербайджанской поэзии, он также известен как автор нескольких книг поэзии и эпосов (дастан).
Скончался 9 февраля 2018 года в Нахичеванской Республике.